# Halden SK

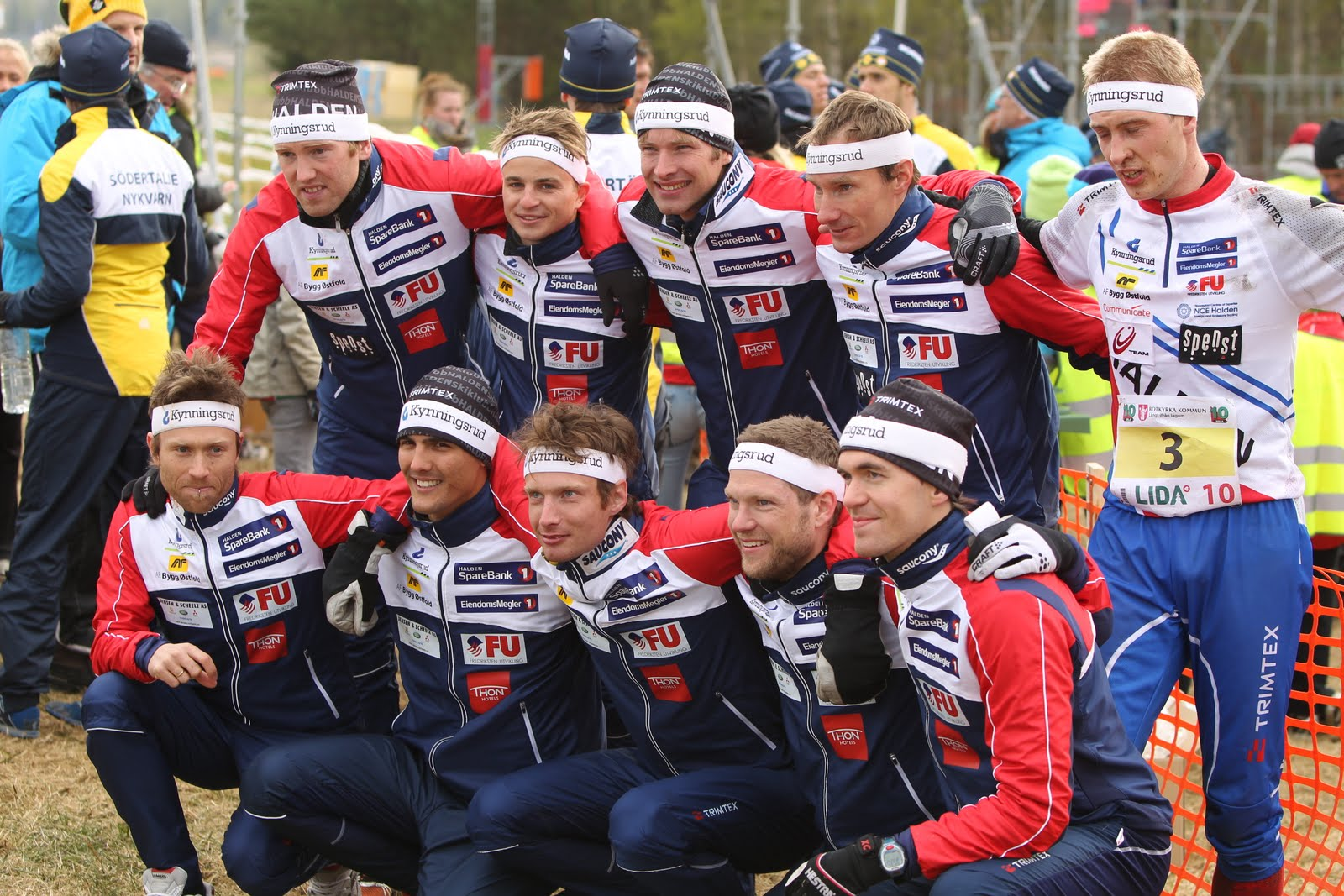
Tiomila 2011. Halden SK

Halden SK är en skid- och orienteringsklubb i Halden i Norge, bildad 1891. Klubben har vunnit 10-milastafetten nio gånger, den senaste gången 2012. Man har också segrat i den finska Jukolakavlen sju gånger (1993, 1997, 1998, 2000, 2003, 2010 och 2011).

## Meriter
- Segrare 10-mila: 1998, 1999, 2000, 2002, 2003, 2004, 2006, 2007, 2012
- Segrare 10-mila (damkavlen): 2002, 2009, 2012
- Segrare Jukolakavlen: 1993, 1997, 1998, 2000, 2003, 2010, 2011
- Segrare Venlakavlen: 1986, 1988, 1990, 2012, 2016
- Segrare 25manna: 2004, 2008, 2009, 2012, 2013, 2015, 2016